# (3558) Shishkin
(3558) Shishkin ist ein Asteroid des Hauptgürtels, der am 26. September 1978 von der ukrainisch-sowjetischen Astronomin Ljudmyla Schurawlowa an der Zweigstelle des Krim-Observatoriums (IAU-Code 095) in Nautschnyj entdeckt wurde.
Benannt wurde der Asteroid nach dem russischen Maler und Grafiker Iwan Iwanowitsch Schischkin (1832–1898), der Mitglied der Peredwischniki war und als einer der bedeutendsten Landschaftsmaler und Vertreter des Naturalismus in der russischen Malerei gilt.